# Maysville, Missouri
Maysville är administrativ huvudort i DeKalb County i Missouri. Countyt grundades år 1845 och Maysville planlades som dess huvudort.